# Dyslalia motoryczna
Dyslalia motoryczna – zaburzenie mowy, odmiana dyslalii wyodrębniona ze względu na przyczyny, jakie ją powodują.
Powstaje jako wynik zaburzeń przewodnictwa odśrodkowego tj. od kory mózgowej do nerwów obwodowych i zaliczana jest do dyslalii ekspresywnej.